# HMAS Goolgwai
HMAS Goolgwai – trałowiec pomocniczy z okresu II wojny światowej należący do Royal Australian Navy (RAN).

## Historia
Okręt został wodowany 25 sierpnia 1918 jako jeden z trałowców typu Castle zbudowanych w kanadyjskiej stoczni Kingston Shipbuilding Company Limited, nosił wówczas oznaczenie „TR 19”. Okręt został zamówiony przez admiralicję brytyjską, ale wszystkie koszty związane z budową i wyposażeniem okrętu poniosła Royal Canadian Navy.
Po zakończeniu I wojny światowej okręt został wycofany do rezerwy 7 stycznia 1919. W 1920 został on zakupiony przez firmę Rose Street Foundry and Engineering Company Limited z Inverness i przebudowany na trawler. W sierpniu 1926 statek został sprzedany firmie Boston Deep Sea Fishing and Ice Company Limited z Fleetwood, otrzymał wówczas nową nazwę SS „Almeria” (FD117). Dwa lata później w 1928 statek został zakupiony przez australijską firmę Red Funnel Fisheries Ltd z Sydney i został ponownie przemianowany, tym razem na SS „Goolgwai”. Statek wyruszył w podróż z Fleetwood do Sydney 15 września i dotarł do miejsca przeznaczenia wraz z bliźniaczym HMAS „Durraween” w grudniu tego roku. Z zachowanych dokumentów wynika, że w latach 1937–1939 „Goolgwai” dokonał 1589 połowów, łącznie łowiąc 521 114 kg ryb.
Po wybuchu II wojny światowej „Goolgwai” został zarekwirowany przez RAN 13 września 1939 jako jeden z pierwszych statków przystosowanych do roli okrętów pomocniczych w służbie RAN (RAN zarekwirował jeszcze dwa inne okręty należące do tej firmy HMAS „Korowa” i HMAS „Durraween”). Okręt wszedł do służby jako HMAS „Goolgwai” (FY75) 6 października 1939.
„Goolgwai” początkowo stacjonował w Sydney, w późniejszym czasie patrolował wody w okolicach półwyspu Jork w Queensland. Okręt został przeniesiony do rezerwy 29 października 1945 i zwrócony właścicielowi dopiero 17 czerwca 1947.
29 maja 1955 powracając w połowów, „Goolgwai” w gęstej mgle wszedł na skały w okolicach przylądka Boora. Ze statku uratowano całą załogę i pokładowego kota, zginął tylko zmyty za burtę pies Sluggo. W ciągu kilku następnych dni kadłub statku został rozbity przez gwałtowne sztormy.